# 繽紛樂園

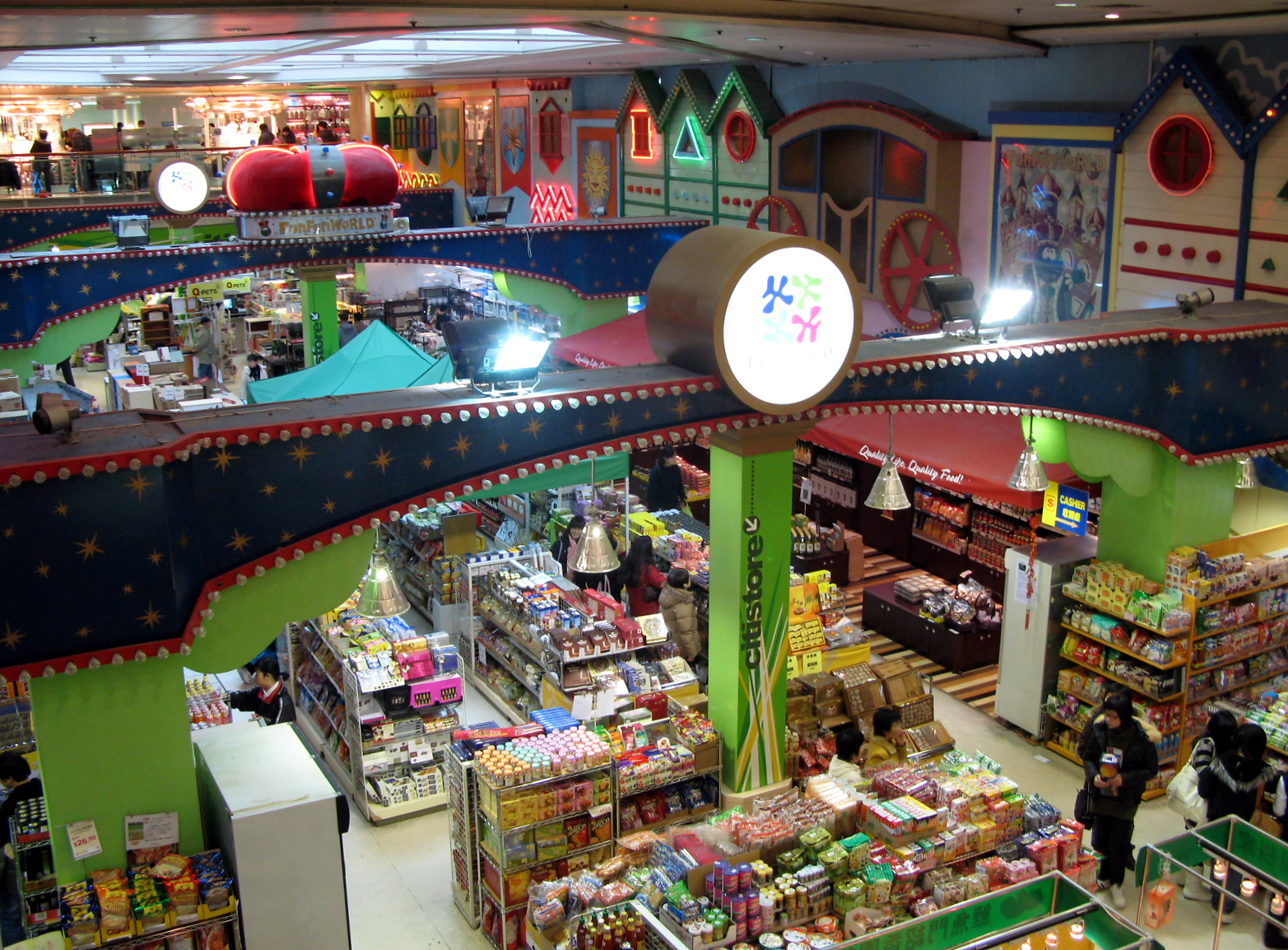
新港城中心分店結業後納入千色百貨範圍 (2008年)

繽紛樂園（英語：Fun Fun World）由利豐集團持有，創立於1996年，曾經主要經營室內遊樂場，全盛時期有逾13所分店，包括荷里活廣場、沙田新城市廣場、柴灣環翠商場、旺角新世紀廣場、馬鞍山新港城中心、上水廣場、荃灣廣場及大埔超級城。利豐集團希望專注於其子公司，在2000年被同行對手冒險樂園所收購，成為其旗下公司，惟受到公司破產影響，於2002年2月21日全線結業，造成200名員工失業，估計約有四萬名顧客損失超過二億張獎票及代幣。樂園結業後，臨時清盤人計算出樂園總欠債為1,800萬元，當中450萬為拖欠員工的薪金。